# Matelea texensis
Matelea texensis är en oleanderväxtart som beskrevs av Donovan Stewart Correll. Matelea texensis ingår i släktet Matelea och familjen oleanderväxter. Inga underarter finns listade i Catalogue of Life.